# Liste der Stolpersteine in Lichtenau (Westfalen)
Die Liste der Stolpersteine in Lichtenau (Westfalen) enthält die Stolpersteine, die in der nordrhein-westfälischen Stadt Lichtenau verlegt worden sind. Stolpersteine erinnern an das Schicksal der Menschen, die von den Nationalsozialisten ermordet, deportiert, vertrieben oder in den Suizid getrieben wurden. Die Stolpersteine wurden von Gunter Demnig konzipiert und verlegt. Sie liegen im Regelfall vor dem letzten selbstgewählten Wohnsitz des Opfers.

## Verlegte Stolpersteine
In Lichtenau wurden bisher zwölf Stolpersteine an fünf Adressen verlegt.

### Husen
| Stolperstein | Inschrift                                                  | Verlegort          | Name, Leben           |
| --- | ---------------------------------------------------------- | ------------------ | --------------------- |
| Bild gesucht Der Benutzer GeorgDerReisende ( Diskussion ) wünscht sich an dieser Stelle ein Bild vom Ort mit diesen Koordinaten 51.5887657 8.8289644 . Motiv: Dalheimer Straße 4: die Stolpersteine für die Familie Reinhard, die Lage und das Haus Falls du dabei helfen möchtest, erklärt die Anleitung , wie das geht. BW | HIER WOHNTE BERTA BLUMENFELD GEB. REINHOLD JG. 1886        | Dalheimer Straße 4 | Berta Blumenfeld      |
| | HIER WOHNTE ELLA DANIELA REINHOLD GEB. BLUMENFELD JG. 1890 | Dalheimer Straße 4 | Ella Daniela Reinhold |
| | HIER WOHNTE NORBERT REINHOLD JG. 1922                      | Dalheimer Straße 4 | Norbert Reinhold      |
| | HIER WOHNTE SIEGMUND REINHOLD JG. 1895                     | Dalheimer Straße 4 | Siegmund Reinhold     |

### Lichtenau
| Stolperstein                                 | Inschrift | Verlegort         | Name, Leben |
| -------------------------------------------- | --- | ----------------- | --- |
| der Stolperstein für Hilda Archenhold        | HIER WOHNTE HILDA ARCHENHOLD GEB. BEISSINGER JG. 1886 DEPORTIERT 1942 ERMORDET IN AUSCHWITZ                       | Lange Straße 58 · | Hilda Archenhold, geborene Beissinger, wurde am 18. November 1886 in Bruchsal geboren. Sie wurde am 8. Juli 1942 von Lichtenau nach Bielefeld gebracht und von dort am 11. Juli 1942 ins Vernichtungslager Auschwitz deportiert. Hilda Archenhold hat die Shoah nicht überlebt, sie wurde in den 1950er Jahren für tot erklärt. |
| der Stolperstein für Jacob Back              | HIER WOHNTE JAKOB BACK JG. 1875 'SCHUTZHAFT' 1938 BUCHENWALD DEPORTIERT 1942 THERESIENSTADT ERMORDET IN TREBLINKA | Lange Straße 55 · | Jacob Back |
| der Stolperstein für Selma Bernhard          | HIER WOHNTE SELMA BERNHARD JG. 1914 DEPORTIERT 1941 RIGA ERMORDET                                                 | Lange Straße 55 · | Selma Bernhard |
| der Stolperstein für Frieda Buchdahl         | HIER WOHNTE FRIEDA BUCHDAHL JG. 1882 DEPORTIERT 1942 ERMORDET IN AUSCHWITZ                                        | Lange Straße 64 · | Frieda Buchdahl |
| der Stolperstein für Johanna Buchdahl        | HIER WOHNTE JOHANNA BUCHDAHL JG. 1888 DEPORTIERT 1942 ERMORDET IN AUSCHWITZ                                       | Lange Straße 64 · | Johanna Buchdahl |
| der Stolperstein für Selma Buchdahl          | HIER WOHNTE SELMA BUCHDAHL JG. 1893 DEPORTIERT 1942 ERMORDET IN AUSCHWITZ                                         | Lange Straße 64 · | Selma Buchdahl |
| der Stolperstein für Lieselotte Schellenberg | HIER WOHNTE LIESELOTTE SCHNELLENBERG JG. 1919 DEPORTIERT 1941 RIGA                                                | Lange Straße 43 · | Lieselotte Schnellenberg wurde am 30. Juli 1919 in Lichtenau geboren. Ihre Eltern waren der Kaufmann Siegmund Schnellenberg und dessen Frau Wilhelmine, geborene Eichengrün. Sie hatte zwei Brüder. Schnellenbergs Vater starb 1924 an den Folgen einer Kriegsverwundung. Sie wurde am 13. Dezember 1941 zusammen mit ihrer Mutter von Münster aus in das Ghetto Riga deportiert. Lieselotte Schnellenberg und ihre Mutter haben die Shoah nicht überlebt. Ihre zwei Brüder konnten rechtzeitig nach Shanghai auswandern und überlebten. |
| der Stolperstein für Wilhelmine Schellenberg | HIER WOHNTE WILHELMINE SCHNELLENBERG GEB. EICHENGRÜN JG. 1886 DEPORTIERT 1941 RIGA                                | Lange Straße 43 · | Wilhelmine Schnellenberg, geborene Eichengrün, wurde am 29. April 1886 in Beringhausen geboren. Sie war verheiratet mit dem Kaufmann Siegmund Schnellenberg. Dieser starb 1924 an den Spätfolgen einer Kriegsverletzung. Die Witwe führte das Geschäft fort. Im Jahr 1938 kaufte Willy Hillebrand das Wohn- und Geschäftshaus, die Familie Hillebrand besitzt dieses noch heute. Wilhelmine Schnellenberg wurde am 13. Dezember 1941 zusammen mit ihrer Tochter von Münster aus in das Ghetto Riga deportiert. Sie und ihre Tochter haben die Shoah nicht überlebt. Ihre zwei Söhne konnten rechtzeitig nach Shanghai emigrieren und überlebten. |

## Verlegung
Die Verlegung der ersten zwei Stolpersteine erfolgte am 22. Mai 2018 durch den Künstler Gunter Demnig persönlich. Für sechs weitere Stolpersteine markierte Demnig die Verlegestellen, die Stolpersteine wurden anschließend durch das Bauamt verlegt. Die Stolpersteine in Husen wurden am 19. Oktober 2024 verlegt.